# Herbert Holdt
Herbert Holdt (* 7. Januar 1917; † 6. Dezember 1981) war ein deutscher Fußballspieler, der als Aktiver des Hamburger SV in der Oberliga Nord in den Jahren 1948 bis 1950 den damaligen Meistermannschaften der „Rothosen“ angehörte und auch Mitglied der Meistermannschaften 1947 und 1948 im Wettbewerb um die britische Zonenmeisterschaft gewesen war.

## Laufbahn

### Während des Zweiten Weltkriegs, bis 1945
Der Verteidiger Herbert Holdt gehörte zum Spielerstamm von Victoria Hamburg, welcher 1938/39 in der Gauliga Nordmark den 4. Rang belegte. Zur Runde 1939/40 schloss sich der 22-jährige Verteidiger dem Hamburger SV an. Das Jahr zuvor war bereits Erwin Seeler von „Vicky“ zu den Rautenträgern vom Rothenbaum gewechselt. In der ersten Kriegsrunde 1939/40 wird der junge Abwehrspieler in der Hamburger Kriegsmeisterschaft in den zwei Spielen gegen die Barmbecker SG (5:1) und Borussia Harburg (6:0) im Oktober 1939 in der Aufstellung des Hamburger SV aufgeführt. In beiden Spielen bildete er zusammen mit Otto Rohwedder das Verteidigerpaar des HSV. In der Bereichsliga Nordmark – diese wurde am 26. November 1939 mit dem Spiel des HSV gegen Borussia Harburg (6:1) gestartet – wird er am 3. März 1940 bei einem 3:0-Heimerfolg gegen Concordia notiert. Vor Torhüter Walter Warning bildete er zusammen mit dem Schalker Kriegsgastspieler Otto Schweisfurth das Verteidigerpaar. Nach dem Erfolg in der Staffel A mit 18:2 Punkten fanden im April/Mai zwei Spiele gegen den Sieger der Staffel B, den Eimsbütteler TV statt. Am 28. April 1940 setzte sich der ETV im ersten Finalspiel mit 4:1 durch. Spieler wie Erwin Stührk, Kurt Manja und Karl-Heinz Manja, sowie Herbert Panse waren für die HSV-Defensive um Torhüter Karl Schicker, den Verteidigern Holdt/Schweisfurth und der Läuferreihe mit Heinz Spundflasche, Erwin Reinhardt und Erwin Seeler in diesen Wochen und Monaten wohl zu gut, denn auch das Rückspiel ging mit 6:0 klar an den ETV.
Durch Umstände des Zweiten Weltkriegs konnte er in den weiteren Kriegsrunden 1940/41 bis 1944/45 nicht mehr am Spielbetrieb des Hamburger SV teilnehmen.

### Stadtliga Hamburg und Fußball-Oberliga Nord, 1945 bis 1950
Nach dem Ende des Zweiten Weltkriegs gehörte er von der Runde 1945/46 an – Stadtliga Hamburg – bis 1948/49 – Fußball-Oberliga Nord –, der Stammbesetzung der „Rothosen“ an. Beim Gewinn der Stadtmeisterschaft 1946 mit 22:2 Punkten und 75:11 Toren hatte der Verteidiger in elf Spielen mitgewirkt. Beim Rundenstart am 13. Januar 1946 bei einem 12:0-Kantersieg gegen TuS Finkenwerder bildete er mit Richard Dörfel das Verteidigerpaar. Als Vizemeister lag der FC St. Pauli nur einen Zähler dahinter und stellte in den nächsten Jahren die herausragende sportliche Konkurrenz der Mannschaft vom Rothenbaum dar. Im Dreikampf an der Spitze setzte sich 1946/47 die Elf vom Millerntor durch, knapp vor Concordia sicherte sich die Mannschaft von Holdt die Vizemeisterschaft.
Holdt hatte dabei in 21 Spielen mitgewirkt und am 8. Dezember 1946 beim 12:0-Erfolg gegen Post Hamburg als Halblinks fünf Tore erzielt. Die „Wundermannschaft“ vom Millerntor verzichtete auf die Teilnahme zur Ausspielung um die Britische Zonenmeisterschaft und so spielte sich die immer besser findende HSV-Elf mit Erfolgen über den VfB Lübeck, FC Schalke 04 (zwei Spiele; das Wiederholungsspiel gewann der HSV in Schalke mit 2:0 Toren), im Halbfinale gegen Rot-Weiß Oberhausen in das Finale am 13. Juli 1947 in Düsseldorf gegen Borussia Dortmund. Garant des 1:0-Erfolges der Mannschaft von Trainer Hans Tauchert, war wie schon in den Spielen zuvor die sicher agierende Defensive des HSV mit Torhüter Warning, dem Verteidigerpaar R. Dörfel und Holdt, sowie der Läuferreihe mit Heinz Werner, Reinhardt und E. Seeler, welche in allen Spielen um die Meisterschaft der Britischen Zone in dieser Formation angetreten war.
Ab 1947/48 startete die Erstklassigkeit der Oberliga Nord. Das erste Punktspiel in der Oberliga gewann der HSV am 13. September 1947 mit 3:1 beim Bremer SV. Das Schlussdreieck wurde mit Warning, Friedo Dörfel und Holdt gebildet. In den zwei Runden 1947/48 und 1948/49 rangierten jeweils der Hamburger SV und St. Pauli punktgleich an der Tabellenspitze. Holdt und Kollegen setzten sich in den jeweiligen Entscheidungsspielen um die Meisterschaft mit 2:1 (1948) beziehungsweise 5:3 (1949) Toren durch. Nach Erfolgen über den SV Hamborn 07, TSV Braunschweig und im Finale gegen den Dauerkonkurrenten St. Pauli wurde auch im Jahr 1948 erneut die Britische Zonenmeisterschaft errungen. In den Endrundenspielen um die deutsche Fußballmeisterschaft dagegen konnte sich die HSV-Mannschaft nicht gegen TuS Neuendorf (1948) und den VfR Mannheim (1949) behaupten und schied jeweils in der ersten Runde aus. Denkwürdig verlief das Endrundenspiel am 12. Juni 1949 im Frankfurter Waldstadion gegen den VfR Mannheim. Überaus deutlich mit 5:0 setzte sich das Team aus Süddeutschland durch und nicht nur Holdt musste die außergewöhnliche Klasse des VfR-Linksaußen Rudolf de la Vigne anerkennen. Zur Ehrenrettung des Norddeutschen Meisters gewann Mannheim am 10. Juli mit einem 3:2 n. V. gegen Borussia Dortmund die deutsche Meisterschaft.
Am 4. April und 17. Oktober 1948 wurde die Leistung des HSV-Abwehrrecken durch seinen Einsatz in der NFV-Auswahl in den Repräsentativspielen in Köln gegen Westdeutschland (0:3) beziehungsweise in Nürnberg gegen Süddeutschland (1:1) gewürdigt. In beiden Auswahlspielen war Heinz Hempel von St. Pauli sein Partner als Verteidiger. Mit den zwei Spielen am 10. und 25. September 1949 gegen den Harburger TB (3:2) und Göttingen 05 (3:0) beendete Holdt in der Saison 1949/50 an der Seite von Herbert Klette seine Spielertätigkeit nach insgesamt 46 Ligaeinsätzen in der Oberliga Nord.
Der schlagsichere und konsequente Deckungsspieler mit raumgreifendem Abschlag fungierte in den Nachkriegsjahren als Lizenzträger der Fachzeitschrift „Sport“.